# 博地弗广场
46°12′01″N 6°08′57″E / 46.20024°N 6.14922°E

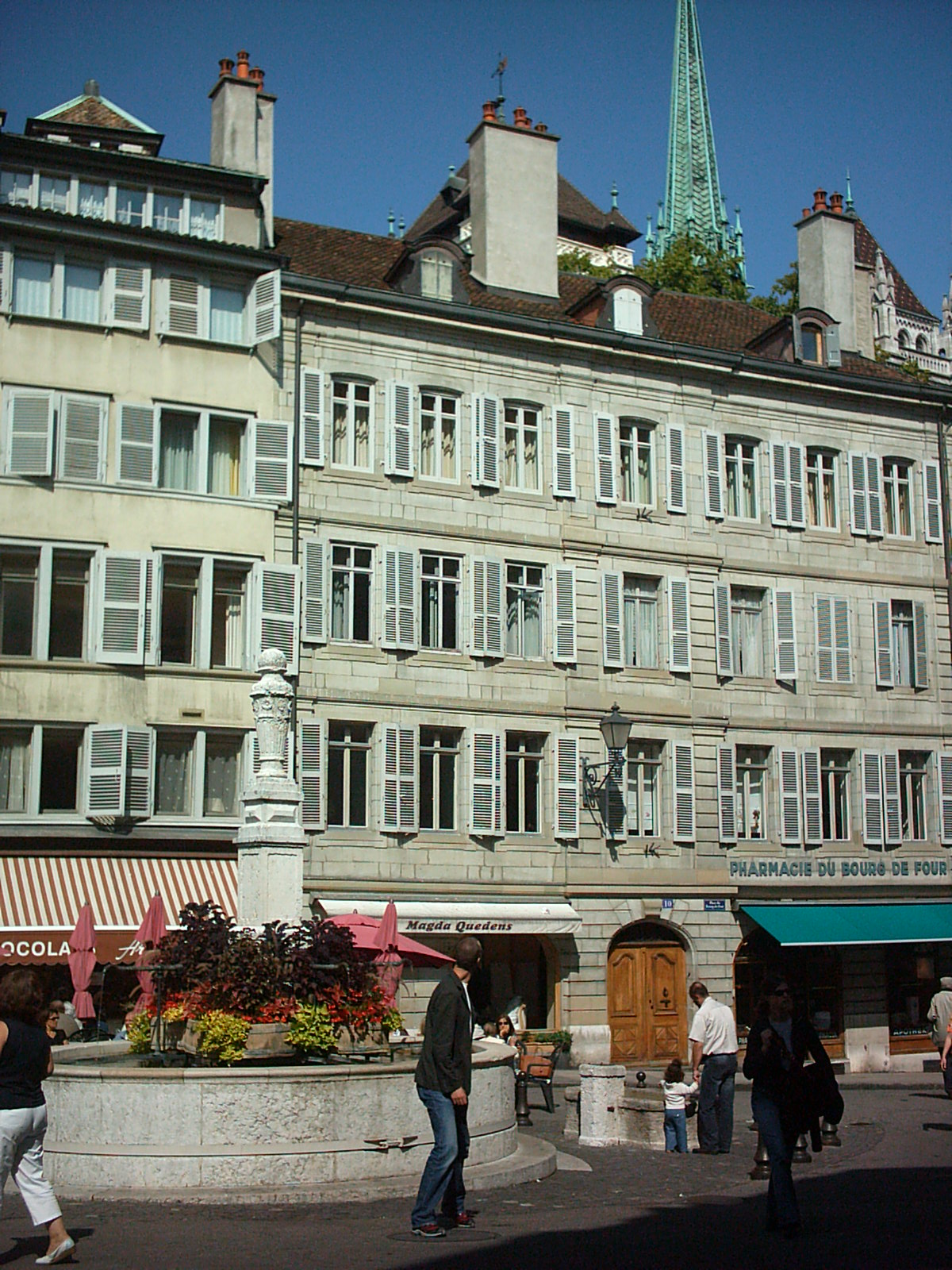
博地弗广场

博地弗广场（Place du Bourg-de-Four）是瑞士日内瓦老城的一个城市广场。这是一个商业中心，有喷泉、餐馆和高档购物店。该广场靠近日内瓦最大的教堂圣彼得大教堂。

## 历史
早在罗马时代，此处是位于城墙外的市集广场。广场的名字可能渊源于此。随着郊区逐渐延伸到罗纳河和莱芒湖岸边，此处即成为城市发展的中心。罗马帝国崩溃后，日内瓦收缩回城墙以内，直到11世纪，市集和旅馆重设于此。宗教改革后，在1564年，修建了新的城墙，将人口众多的郊区包围起来。17世纪又修建房屋，以容纳来自法国的流亡新教徒。1816年-1817年重修后，博地弗广场具备了目前的形状。
广场上保存了几座16到18世纪的建筑。广场中心为18世纪的喷泉。